# جردو
قرية جردو هي إحدى القرى التابعة لمركز أطسا في محافظة الفيوم في جمهورية مصر العربية. حسب إحصاءات سنة 2006، بلغ إجمالي السكان في جردو 23366 نسمة، منهم 12114 رجل و11252 امرأة.